# Palais Pisani Moretta

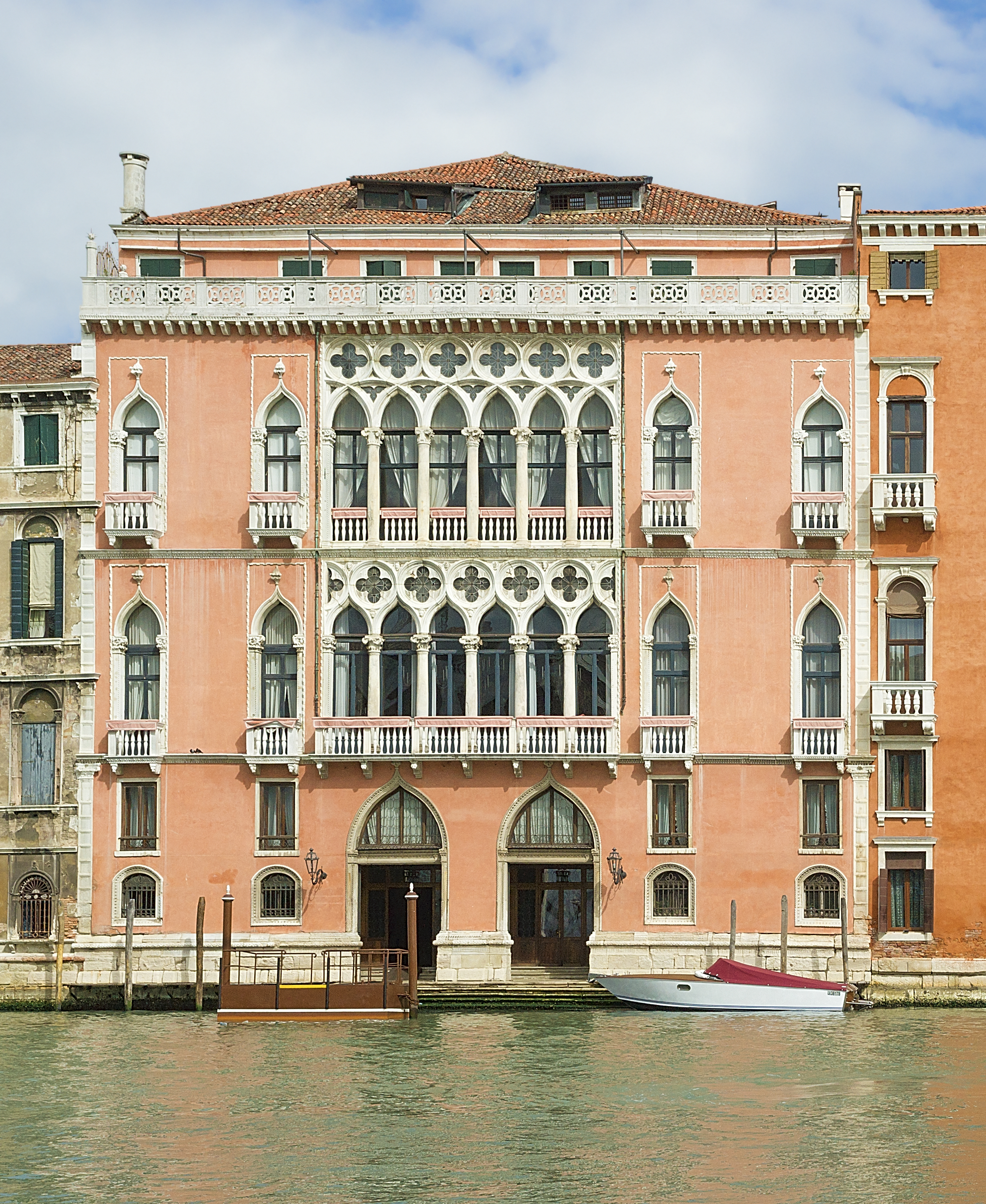
Façade du palais Pisani Moretta au bord du Grand Canal.

Le palais Pisani Moretta est un palais de Venise situé dans le quartier San Polo, juste au bord du Grand Canal. Il se trouve entre le palais Barbarigo della Terrazza (it) et le palais Tiepolo. C'est un exemple du gothique vénitien « fleuri ».

## Histoire
Ce palais a été construit dans la seconde moitié du XVe siècle par la famille Bembo et a été restructuré peu après. En 1629, il devient le palais d'une branche de la famille patricienne des Pisani, les Pisani-Moretta. À la mort en 1737 de son dernier descendant mâle, Francesco Pisani Moretta, le palais passe à sa fille Chiara, épouse d'un lointain cousin de la branche des Pisani dal Banco. Elle procède à de grands travaux pour transformer le palais. L'escalier extérieur est abattu, remplacé par un grand escalier du Tirali. En outre, elle fait recouvrir de fresques vers 1745 les salons par les peintres les plus en vogue de son époque.
Le fils de Chiara Pisani, Vettor, se marie en secret avec une simple roturière du nom de Teresa dalla Vedova (ensuite contrainte de se retirer comme dame laïque dans un couvent) dont il a un fils du nom de Pietro, mais qu'il ne reconnaît pas. Vettor  se marie une deuxième fois et a une fille du nom de Chiara qui épouse Filippo Barbarigo, d'une illustre famille patricienne. Habitant dans les deux palais contigus, ceux-ci sont réunis. À la mort de son père, Pietro intente un procès contre sa demi-sœur et réussit à obtenir sa part d'héritage et le titre de comte. Il meurt en 1847 et son palais passe à l'une de ses filles, mariée à un membre de la famille Giusti del Giardino. Le palais entre dans cette famille, jusqu'en 1962 date à laquelle il est vendu à la famille Sammartini, ses salons pouvaient être loués pour des congrès ou des réception, notamment pendant le carnaval de Venise. On y donnait le bal annuel du Doge. 
En mai 2025, Dries Van Noten, l’un des stylistes les plus influents de la scène internationale, a acheté le palais. La transaction est chiffrée à 45 millions de dollars. Le styliste belge souhaiterait y créer un lieu consacré à la mode et aux métiers d'art. S'agissant d'un monument historique classé, le ministère de la culture peut exercer son droit de préemption jusqu'en juillet 2025 
Le prestigieux Palais Pisani Morettaa qui accueillit autrefois des membres importants de l'aristocratie européenne ou des personnages historiques comme Paul Ier de Russie, Joseph II, Joséphine de Beauharnais, devrait, avec ce projet, s'ouvrir à un plus large public et compléter l'offre culturelle de la Cité qui, pour la mode, n'était plus active depuis le décès de Mariano Fortuny en 1949 que par des expositions ponctuelles et les luxueuses boutiques des grandes marques internationales.

## Description
Ce palais est fameux pour sa double arcade gothique des deux étages nobles. L'intérieur abrite des fresques ou des tableaux de grands maîtres vénitiens ou d'ailleurs comme Tiepolo (La Rencontre de Mars et Vénus, 1743), Guarana, Longhi,  Diziani, Angeli, le Padouan Luca Ferrari (pour son tableau Les Adieux d'Hector et d'Andromaque), etc.

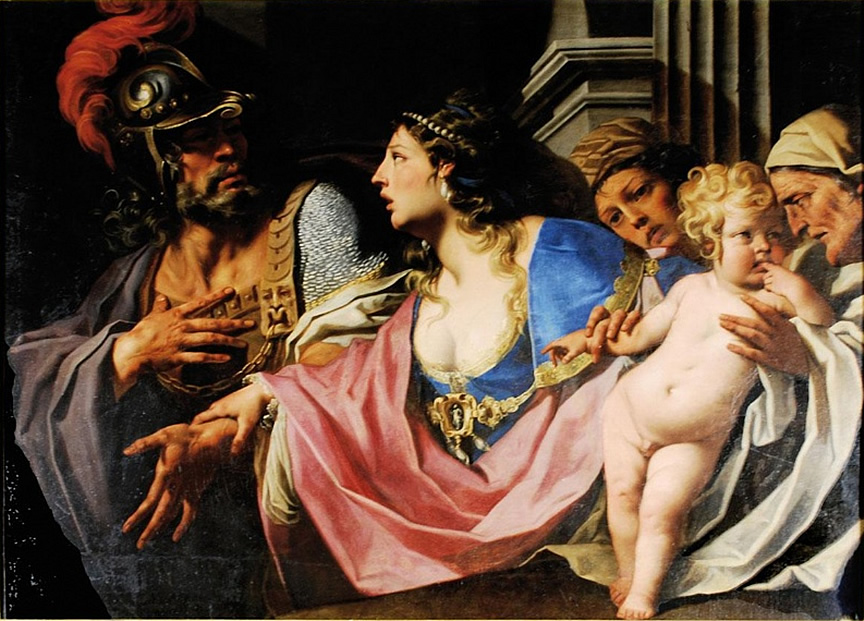
Luca Ferrari, XVIIe siècle, L'Adieu entre Hector et Andromaque.
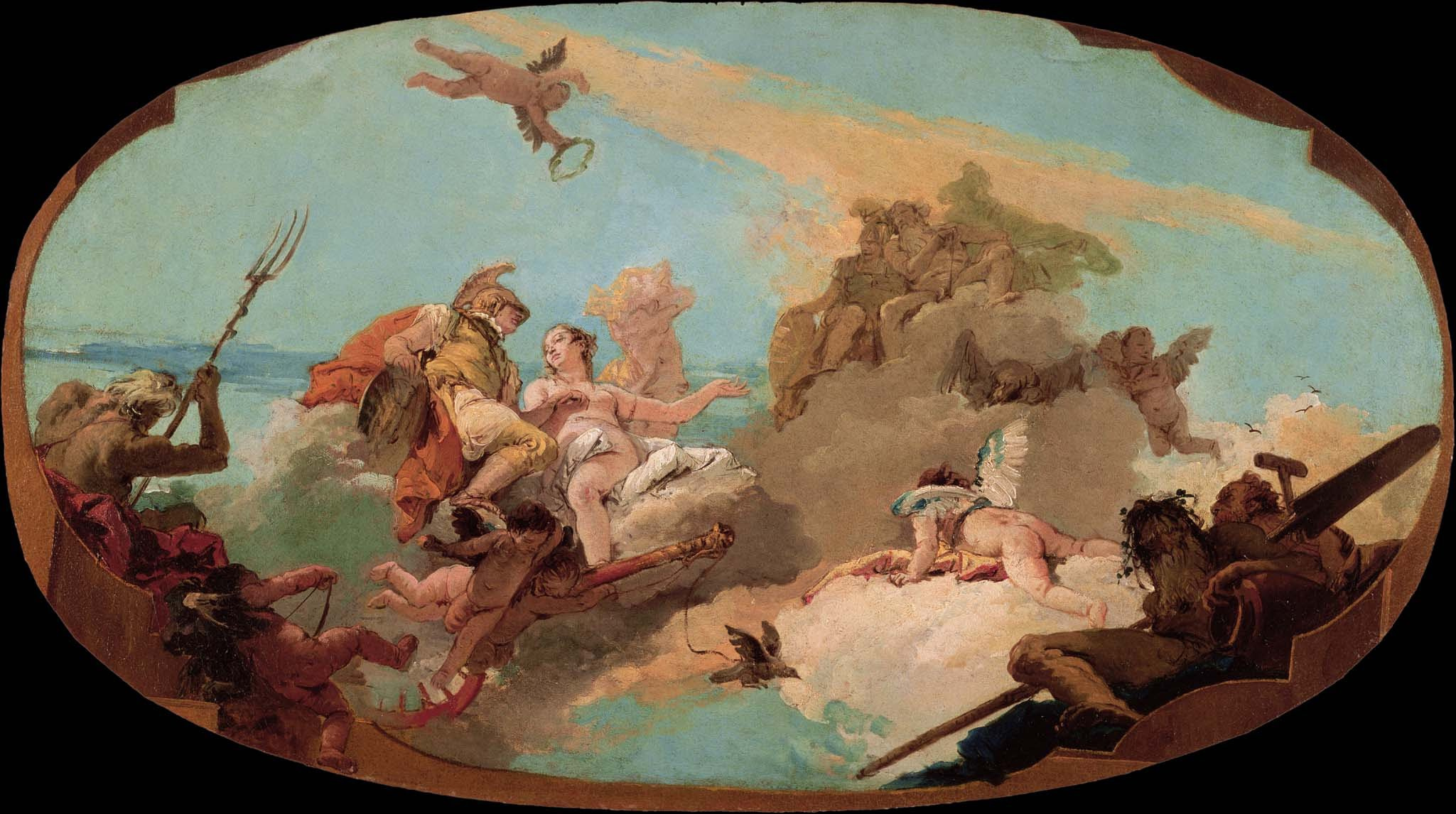
L'Apothéose de l'amiral Vettor Pisani, modèle à l'huile, vers 1743, Giambattista Tiepolo, musée national de l'art occidental, Tokyo[3].